# Harry Stiff
Harold Joseph „Harry” Stiff (ur. 23 października 1881 w Sudbury, zm. 17 kwietnia 1939 w Cambridge) – brytyjski przeciągacz liny, złoty medalista igrzysk olimpijskich.
Stiff w wieku 38 lat reprezentował Wielką Brytanię na Igrzyskach Olimpijskich 1920 odbywających się w Antwerpii w przeciąganiu liny. Wraz z zespołem złożonym z londyńskich policjantów pokonał kolejno reprezentacje Stanów Zjednoczonych, Belgii, a w finałowym pojedynku zespół holenderski. Wywalczony złoty medal był drugim zdobytym przez Wielką Brytanię, a zarazem ostatnim przyznanym w przeciąganiu liny podczas igrzysk olimpijskich.
Był funkcjonariuszem City of London Police. Po przejściu na emeryturę został właścicielem pubu w Cornish Hall End w Esseksie.